# El Bravo!
El Bravo! è un album di Mongo Santamaría, pubblicato dalla Columbia Records nel 1964. Il disco fu registrato il 16 e 21 ottobre 1964 a New York.

## Tracce
Lato A
1. El Bravo – 4:23 (Mongo Santamaría)
2. Casabe – 2:52 (C. Garcia)
3. Miedo – 5:04 (R. Grant, Mongo Santamaría)
4. Black Stockings – 4:07 (H. Laws)
5. Monica – 2:37 (Mongo Santamaría)
6. Lucky Mambo – 3:33 (O. Kurtwright, H. Montalho)

Lato B
1. Cinderella – 3:45 (H. Laws, O. Kurtwright)
2. La justicia – 3:31 (F. Lopez)
3. Ole guajira – 4:38 (Mongo Santamaría)
4. Estrada do sol – 4:36 (D. Duran, A.C. Jobim)
5. Mantequero – 3:23 (I. Sanabrio)

## Musicisti
- Mongo Santamaría - bongos
- Marty Sheller - tromba
- Bobby Capers - sassofono alto, sassofono baritono, flauto
- Hubert Laws - flauto, sassofono tenore
- Rodgers Grant - pianoforte
- Victor Venegas - basso
- Carmelo Garcia - timbales, batteria